# Les Passions
Les Passions est un orchestre baroque français en résidence à Montauban, créé en 1986 à Toulouse par le flûtiste à bec Jean-Marc Andrieu. Cet ensemble à géométrie variable s’est spécialisé dans la pratique des instruments d’époque. Il aime également marier musique et cinéma, théâtre, danse ou gastronomie. Sa démarche artistique concilie deux principes : le respect des techniques de jeu anciennes et l’interprétation dynamique du discours musical. Il s’agit de convaincre les publics que les musiques anciennes s’adressent toujours à eux, au même titre que les œuvres littéraires d’un Molière ou plastiques d’un La Tour ou Mansart.

## Répertoire
Son répertoire s'étend du début du XVIIe siècle (Vêpres à la Vierge de Monteverdi) à la fin du XVIIIe siècle (Requiem de Wolfgang Amadeus Mozart) incluant ainsi les nombreux maîtres de l'époque baroque (Jean-Sébastien Bach, Georg Friedrich Haendel, Georg Philipp Telemann, Alessandro Scarlatti, Antonio Vivaldi, Henry Purcell, Marc-Antoine Charpentier…). L’orchestre se destine aussi à la redécouverte du patrimoine musical français, en créant l'opéra Stratonice d'Étienne Nicolas Méhul, l'opéra Daphnis et Alcimadure de Jean-Joseph Cassanéa de Mondonville et des œuvres des compositeurs toulousains Dupuy, Levens et Jean Gilles. Il participe également à la restitution du fond musical des ducs d'Aiguillon. 
En 2016, pour les 30 ans de l'orchestre, un colloque international a été organisé en partenariat avec l'université Toulouse-Jean-Jaurès : Jean Gilles et les Maîtres du baroque méridional. À cette occasion, trois Grands Motets inédits du compositeur avignonnais Esprit Antoine Blanchard ont été restitués lors de divers concerts dans la nouvelle grande Région notamment au festival Radio-France de Montpellier. Le disque (Magnificat à la Chapelle Royale de Louis XV) est sorti en octobre 2016.
Jean-Marc Andrieu rebaptise à la fin de l’année 2003 l'orchestre d'abord connu sous le nom d'« Orchestre baroque de Montauban » en « Les Passions » en référence à la forme musicale et au sujet philosophique et littéraire très discouru aux XVIIe et XVIIIe siècles qui a influencé tous les compositeurs de musique lyrique pendant les périodes baroque et classique.

« L’intention de la Musique est non seulement de plaire à l’Ouïe, mais d’exprimer les Sentiments, de frapper l’Imagination, d’affecter l’Esprit et de commander les Passions. »

— Francesco Geminiani, L'art de jouer le violon, 1751

## Notoriété régionale, nationale et internationale
Les Passions collaborent régulièrement avec des ensembles d'excellence, tels que le Chœur de chambre les éléments (direction Joël Suhubiette) et le Chœur du Capitole (direction Alfonso Caiani).
L’orchestre a été invité par l’Ambassade de France à Rome pour terminer la saison Suona francese, festival di musica antica du Palais Farnèse, et par le Festival Mùsica, Historia i Art de Valence (Espagne), le Festival Musica Antigua de Saragosse, le Festival de Fès, le Festival de musique ancienne d’Utrecht (Pays-Bas), le festival Misiones Chiquitos (Bolivie), le festival internacional de Musica Antigua de Lima (Pérou). Il a également joué au Chili, Brésil et réalisé une tournée au Mexique en 2019.
En France il est également reçu par de prestigieux festivals tels La Chaise-Dieu, Lessay, Sablé-sur-Sarthe, Pontoise, Lanvellec, Sylvanès, Conques, Eclats de Voix, Toulouse-les-Orgues, Musique des lumières à Sorèze, Rencontres des Musiques anciennes d’Odyssud-Blagnac, Strasbourg, ainsi qu’à l’Ile de La Réunion….

## Résidence et soutien
L'orchestre est en résidence à Montauban. Il est subventionné par la ville de Montauban, la communauté d'agglomération du Grand Montauban, le conseil départemental de Tarn-et-Garonne et la ville de Toulouse. L'ensemble est aidé par la région Occitanie et  par le ministère de la Culture et de la Communication - Direction régionale des Affaires culturelles d'Occitanie, au titre de l'aide aux ensembles conventionnés. Il reçoit régulièrement le soutien de la Spedidam, de l'Institut Français et de l'Adami pour ses enregistrements. Il est membre du Bureau Export, d'Occitanie en Scène, du Profedim et de la Fédération des ensembles vocaux et instrumentaux spécialisés.

## Discographie
- Daphnis et Alcimadure : L'opéra occitan de Jean-Joseph Cassanéa de Mondonville, 2023
- Stabat Mater de Pergolese et Salve Regina d'Alessandro Scarlatti - Magali Léger soprano et Paulin Bündgen contre-ténor, 2019
- Magnificat à la Chapelle Royale de Louis XV - Trois Grands Motets de Esprit Antoine Blanchard, 2016
- DVD Les petits plaisirs du Seicento, 2015
- Folies (variations sur le thème de la follia, dont création contemporaine de Thierry Huillet), 2014
- Coffret triptyque Jean Gilles, 2013
- Messe en ré et Te Deum de Jean Gilles, 2012
- Beata est Maria - Motets à trois voix d'hommes H 73, H 25, H 524, H 54, H 23 - 23 a, H 340, H 237 - 237 a, H 523, H 159, H 84 de  Marc-Antoine Charpentier. Ligia digital  2011.
- Lamentations et motet Diligam te Domine de Jean Gilles, 2010
- Cantem Nadal - Noël Baroque Occitan, 2009
- Requiem et motet Cantate Jordanis Incolae de Jean Gilles, 2008
- Te Deum de Charles Levens, (dir. Michel Laplénie) 2008
- Vêpres Vénitiennes de Nicola Porpora, Vivaldi, 2007
- Con voce Festiva cantates d'Alessandro Scarlatti, Isabelle Poulenard soprano, 2005
- La Passion selon Saint-Matthieu. J.-S. Bach, 2000
- Leclair, Telemann, Vivaldi, Purcell, 1993